# IC 3442
IC 3442 је елиптична галаксија у сазвјежђу Береникина коса која се налази на листи објеката дубоког неба у Индекс каталогу.
Деклинација објекта је + 14° 6' 52" а ректасцензија 12h 31m 20,2s. Привидна величина (магнитуда) објекта IC 3442 износи 13,6 а фотографска магнитуда 14,6. Налази се на удаљености од 15,28 милиона парсека од Сунца. IC 3442 је још познат и под ознакама MCG 2-32-111, CGCG 70-144, VCC 1355, PGC 41435.